# A. H. Belo
Die A. H. Belo Corporation ist ein börsennotierter texanischer Medienkonzern mit Sitz in Dallas. A. H. Belo verlegt The Dallas Morning News, die wichtigste Tageszeitung von Dallas, sowie die spanischsprachige Schwesterzeitung Al Día. The Dallas Morning News zählt zu den auflagenstärksten Zeitungen der Vereinigten Staaten. Im ersten Quartal 2018 wies die Zeitung eine tägliche Auflage von rund 200.000 Exemplaren aus.

## Geschichte
Das Unternehmen A. H. Belo geht auf einen Zeitungsverlag zurück, der 1842 in Galveston gegründet wurde. Unter dem Chefredakteur Willard Richardson wurde die Zeitung The Daily News texasweit bekannt und bald auf dem Schienenwege im ganzen Bundesstaat verteilt. 
Im Jahr 1865 übernahm Alfred Horatio Belo den Posten des Chefredakteurs und wurde Mehrheitseigner des Verlags. Ab 1885 wurde The Dallas Morning News veröffentlicht. Erst 1926 benannte der Geschäftsführer des Verlags, George Bannerman Dealey, das Unternehmen in A. H. Belo Corporation um. Alfred Horatio Belo verstarb bereits 1901 im Alter von 61 Jahren. 
Ab 1950 stieg die A. H. Belo Corporation zunehmend in das aufstrebende Geschäft mit dem Betrieb von Fernsehstationen ein. Aktien des Unternehmens wurden ab 1981 OTC und ab 1983 über die NYSE gehandelt. 
Im Jahr 2001 fand eine Umfirmierung von der A. H. Belo Corporation zur Belo Corporation statt. Eine Trennung des Zeitungsgeschäfts von den Fernsehstationen 2008 führte zur Neugründung einer Gesellschaft, die den alten Namen des Gesamtkonzerns, A. H. Belo Corporation, annahm. Die A. H. Belo Corporation wurde zu einem reinen Zeitungsverlag, während die Belo Corporation parallel als reiner Betreiber von Fernsehstudios fortbestand. Die Belo Corporation wurde 2013 durch Gannett übernommen.